# A Princesa Leal
A Princesa Leal (The Constant Princess no original) é um livro, escrito pela romancista britânica Philippa Gregory. O livro foi traduzido para vários idiomas entre eles o italiano com o título Caterina, la prima moglie, La princesa fiel em espanhol, , em húngaro com o título de 
Az állhatatos hercegnő, tendo sido traduzido também para o dinamarquês, lituano, polonês, croata, búlgaro, hebraico, alemão, romeno, turco, chinês e russo.
The Constant Princess foi lançado como um audiolivro versão em inglês, em julho de 2018.

## Enredo
O livro é narrado na terceira pessoa. Tem Catarina de Aragão como a personagem principal.
O livro relata a história de Catarina desde sua infância - sendo que sua mãe era a rainha Isabel de Castela da Espanha - e é uma espécie de biografia daquela, embora alguns fatos históricos - como a consumação do primeiro casamento da personagem principal - não estejam esclarecidos até hoje.
Aos dezesseis anos, Catarina casa-se com Artúr, Príncipe de Gales, herdeiro do trono inglês. O casal se apaixona e quando Artúr morre, um ano após o casamento, a meta de Catarina torna-se ser a rainha da Inglaterra.
Primeiramente, ela aceita a proposta de casamento de seu sogro, Henrique VII, Rei da Inglaterra, mas desiste ao saber que seus filhos com ele não terão prevalência na herança ao trono sobre o cunhado de Catarina, Príncipe Henrique.
Conforme a história se dá, Catarina arquiteta um plano para se casar com Henrique VIII, seu cunhado. Ela finalmente o faz, após viver sete anos como viúva, sendo que recebe uma dispensa papal para o casamento, esta dada com base na alegação de que o casamento de Catarina com seu primeiro marido não foi consumado. Mais tarde, a alegação de que o casamento foi consumado servirá para Henrique declarar o casamento inválido, o que conferirá a condição de ilegítima a filha do casal, Maria, e fará com que Henrique se case com Ana Bolena.
No livro, são misturados fatos reais e fatos baseados em reais. Nele, Catarina é retratada como tendo sido uma boa rainha consorte para a Inglaterra, embora tenha sido também uma mulher sofrida. A última cena é seu julgamento, do qual resultará a anulação de seu casamento, e acontece anos após a penúltima cena do livro.

## Críticas
O livro tem recebido críticas favoráveis;
A pesquisa de Gregory é impecável, o que torna a sua ficção imaginativa ainda mais convincente. Daily Mail"
Gregory é ótimo em conjurar um conjunto de lindos vestidos de Tudor e jantares dourados. Ela invoca algumas imagens grotescas ... enquanto as políticas são pessoais o suficiente para permanecerem pertinentes. Daily Telegraph